# Eupterote variegata
Eupterote variegata är en fjärilsart som beskrevs av Moore 1884. Eupterote variegata ingår i släktet Eupterote och familjen Eupterotidae. Inga underarter finns listade i Catalogue of Life.